# Basket Zielona Góra 2015-2016
Questa voce raccoglie le informazioni riguardanti il Basket Zielona Góra nelle competizioni ufficiali della stagione 2015-2016.

## Stagione
La stagione 2015-2016 del Basket Zielona Góra è la 20ª nel massimo campionato polacco di pallacanestro, la Polska Liga Koszykówki.

## Roster
Aggiornato al 21 ottobre 2022.
| Stelmet Zielona Góra 2015-16 | Stelmet Zielona Góra 2015-16 |
| Giocatori                    | Staff tecnico                |
| ---------------------------- | ---------------------------- |

| N. | Naz.                   | Ruolo | Nome                | Anno | Alt.   | Peso   |  |
| -- | ---------------------- | ----- | ------------------- | ---- | ------ | ------ |  |
| 1  | Stati Uniti (bandiera) | P     | Dee Bost            | 1989 | 188 cm | 80 kg  |  |
| 2  | Stati Uniti (bandiera) | PG    | J.R. Reynolds       | 1984 | 188 cm | 86 kg  |  |
| 7  | Polonia (bandiera)     | P     | Kamil Zywert        | 1996 | 184 cm |        |  |
| 9  | Polonia (bandiera)     | AP    | Radosław Trubacz    | 1994 | 196 cm |        |  |
| 10 | Polonia (bandiera)     | AC    | Szymon Szewczyk     | 1982 | 209 cm | 106 kg |  |
| 11 | Polonia (bandiera)     | G     | Marcel Ponitka      | 1997 | 192 cm | 80 kg  |  |
| 14 | Romania (bandiera)     | AG    | Vlad Moldoveanu     | 1988 | 206 cm | 105 kg |  |
| 17 | Polonia (bandiera)     | G     | Jakub Der           | 1996 | 192 cm |        |  |
| 20 | Polonia (bandiera)     | AP    | Mateusz Ponitka     | 1993 | 196 cm | 92 kg  |  |
| 33 | Polonia (bandiera)     | GA    | Karol Gruszecki     | 1989 | 196 cm | 91 kg  |  |
| 34 | Polonia (bandiera)     | C     | Adam Hrycaniuk      | 1984 | 206 cm | 103 kg |  |
| 35 | Polonia (bandiera)     | G     | Przemysław Zamojski | 1986 | 193 cm | 91 kg  |  |
| 41 | Serbia (bandiera)      | C     | Dejan Borovnjak     | 1986 | 209 cm | 104 kg |  |
| 42 | Montenegro (bandiera)  | AG    | Nemanja Đurišić     | 1992 | 203 cm | 104 kg |  |
| 55 | Polonia (bandiera)     | P     | Łukasz Koszarek (C) | 1984 | 187 cm | 87 kg  |  |

| Allenatore                                                     |
| - Sašo Filipovski                                              |
| Assistente/i                                                   |
| - Nessuno Legenda - (C) Capitano - (IN) Inattivo - Infortunato |

## Mercato

### Sessione estiva
| Acquisti | Acquisti        | Acquisti             | Acquisti   | Acquisti |
| R.a      | Nome            | da                   | Modalità   |          |
| -------- | --------------- | -------------------- | ---------- | -------- |
| P        | Dee Bost        | Trabzonspor          | definitivo |          |
| GA       | Karol Gruszecki | Czarni Słupsk        | definitivo |          |
| AP       | Mateusz Ponitka | Ostenda              | definitivo |          |
| G        | Marcel Ponitka  | Montverde Academy    | definitivo |          |
| AC       | Szymon Szewczyk | AZS Koszalin         | definitivo |          |
| AG       | Vlad Moldoveanu | Turów Zgorzelec      | definitivo |          |
| PG       | J.R. Reynolds   | Budućnost            | definitivo |          |
| C        | Dejan Borovnjak | Zenit S. Pietroburgo | definitivo |          |
| AG       | Nemanja Đurišić | Georgia Bulldogs     | definitivo |          |

| Cessioni | Cessioni         | Cessioni         | Cessioni       | Cessioni |
| R.       | Nome             | a                | Modalità       |          |
| -------- | ---------------- | ---------------- | -------------- | -------- |
| AG       | Maciej Kucharek  | AZS Koszalin     | fine contratto |          |
| P        | Russell Robinson | Free agent       | fine contratto |          |
| AP       | Quinton Hosley   | Krasnyj Oktjabr' | fine contratto |          |
| C        | Chevon Troutman  | Orléans Loiret   | fine contratto |          |
| AG       | Aaron Cel        | Monaco           | fine contratto |          |
| G        | Kamil Chanas     | Śląsk Breslavia  | fine contratto |          |
| C        | Jure Lalić       | Krka Novo mesto  | fine contratto |          |
| G        | Marek Zywert     | Czarni Słupsk    | fine contratto |          |
| AG       | Patryk Pełka     | Kutno            | fine contratto |          |

### Dopo l'inizio della stagione
| Acquisti | Acquisti | Acquisti | Acquisti | Acquisti |
| R.       | Nome     | da       | Data     | Modalità |
| -------- | -------- | -------- | -------- | -------- |

| Cessioni | Cessioni      | Cessioni        | Cessioni         | Cessioni    |
| R.       | Nome          | a               | Data             | Modalità    |
| -------- | ------------- | --------------- | ---------------- | ----------- |
| PG       | J.R. Reynolds | Torku Konyaspor | 27 dicembre 2015 | rescissione |